# Paracyclops fimbriatus
Paracyclops fimbriatus – gatunek widłonoga z rodziny Cyclopidae. Gatunek ten jako pierwszy opisał w 1853 roku niemiecki lekarz i zoolog Sebastian Fischer, nadając mu nazwę Cyclops fimbriatus.